# The Blue Jukebox
The Blue Jukebox è il ventesimo album in studio del cantautore e musicista britannico Chris Rea, pubblicato nel 2004.

## Tracce
1. The Beat Goes On – 4:31
2. Long Is the Time, Hard Is the Road – 5:27
3. Let's Do It – 5:01
4. Let It Roll – 4:49
5. Steel River Blues – 4:34
6. Somebody Say Amen – 6:22
7. Blue Street – 4:48
8. Monday Morning – 4:14
9. Restless Soul – 5:51
10. What Kind of Love Is This – 6:37
11. Paint My Jukebox Blue – 4:01
12. Baby Don't Cry – 5:23
13. Speed – 5:05